# Salou Djibo

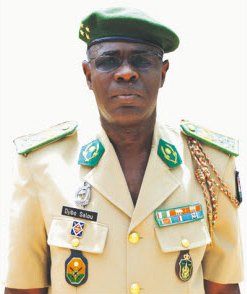
Salou Djibo

Salou Djibo (* 15. April 1965 in Namaro) ist ein nigrischer Offizier. Beim Staatsstreich am 18. Februar 2010 wurde er Vorsitzender des Obersten Rates für die Wiederherstellung der Demokratie (CSRD) und somit de facto Staatsoberhaupt des Niger. Am 7. April 2011 übergab er das Amt an den gewählten Präsidenten Mahamadou Issoufou.

## Leben
Salou Djibo gehört zur Ethnie der Zarma und war Kommandeur der Garnison der Streitkräfte Nigers in Nigers Hauptstadt Niamey. Er wurde in der Elfenbeinküste, Marokko und der Volksrepublik China ausgebildet. Djibo diente den Friedenstruppen der Vereinten Nationen in der Elfenbeinküste und in der Demokratischen Republik Kongo.
Vor dem Staatsstreich war Djibo Kommandeur der Militärzone 1, die Niamey sowie die Regionen Dosso und Tillabéri umfasst und somit 40 Prozent des nationalen Militärarsenals kontrollierte.

## Ziele des Staatsstreichs
Der CSRD behauptete, dass es sein Ziel sei, Niger zu einem Beispiel für Demokratie und gute Regierungsführung zu machen. Außerdem ließ er verlauten, dass er die Menschen im Land einen wolle, da die Situation katastrophal sei.

## Ehrungen
- Ritter des Verdienstordens Nigers
- Tapferkeitskreuz mit Stern[8]